# Associazione Calcio Cantù 1939-1940
Questa voce raccoglie le informazioni riguardanti l'Associazione Calcio Cantù nelle competizioni ufficiali della stagione 1939-1940.

## Rosa
| N. |                   | Ruolo | Calciatore        |
| -- | ----------------- | ----- | ----------------- |
|    | Italia (bandiera) | D     | Oreste Bonacina   |
|    | Italia (bandiera) | C     | Giovanni Brioschi |
|    | Italia (bandiera) | A     | Tarcisio Camerin  |
|    | Italia (bandiera) | A     | Giuseppe Frigerio |
|    | Italia (bandiera) | A     | Nino Lattuada     |
|    | Italia (bandiera) | D     | Mario Lovati      |
|    | Italia (bandiera) | C     | Piero Moronati    |
|    | Italia (bandiera) | D     | Enrico Molteni    |

| N. |                   | Ruolo | Calciatore       |
| -- | ----------------- | ----- | ---------------- |
|    | Italia (bandiera) | D     | Enrico Pedrini   |
|    | Italia (bandiera) | A     | Marco Perfetti   |
|    | Italia (bandiera) | P     | Luca Ravazzini   |
|    | Italia (bandiera) | C     | Carlo Rossetti   |
|    | Italia (bandiera) | P     | Carlo Siliprandi |
|    | Italia (bandiera) | A     | Paolo Viganò     |
|    | Italia (bandiera) | D     | Dino Zaghi       |
|    | Italia (bandiera) | C     | Ugo Zoppi        |